# العلاقات السودانية الساموية
العلاقات السودانية الساموية هي العلاقات الثنائية التي تجمع بين السودان وساموا.

## مقارنة بين البلدين
هذه مقارنة عامة ومرجعية للدولتين:
| وجه المقارنة                                              | السودان                     | ساموا                        |
| --------------------------------------------------------- | --------------------------- | ---------------------------- |
| المساحة (كم2)                                             | 1.89 مليون                  | 2.84 ألف                     |
| عدد السكان (نسمة)                                         | 40.53 مليون                 | 196.44 ألف                   |
| الكثافة السكانية (ن./كم²)                                 | 21.44                       | 69.17                        |
| العاصمة                                                   | الخرطوم                     | أبيا                         |
| اللغة الرسمية                                             | اللغة العربية، لغة إنجليزية | لغة إنجليزية، اللغة الساموية |
| العملة                                                    | جنيه سوداني                 | تالا ساموي                   |
| الناتج المحلي الإجمالي (بليون دولار)                      | 117.49 مليار                | 856.63 مليون                 |
| الناتج المحلي الإجمالي (تعادل القوة الشرائية) بليون دولار | 176.55 مليار                | 1.15 مليار                   |
| الناتج المحلي الإجمالي الاسمي للفرد دولار أمريكي          | 2.41 ألف                    | 3.94 ألف                     |
| الناتج المحلي الإجمالي للفرد دولار أمريكي                 | 4.07 ألف                    | 5.79 ألف                     |
| مؤشر التنمية البشرية                                      | 0.479                       | 0.702                        |
| رمز المكالمات الدولي                                      | +249                        | +685                         |
| رمز الإنترنت                                              | سودان                       | .ws                          |
| المنطقة الزمنية                                           | ت ع م+03:00، ت ع م+02:00    | ت ع م+13:00                  |

## منظمات دولية مشتركة
يشترك البلدان في عضوية مجموعة من المنظمات الدولية، منها:
| علم المنظمة | اسم المنظمة                                 | تاريخ انضمام السودان | تاريخ انضمام ساموا |
| ----------- | ------------------------------------------- | -------------------- | ------------------ |
|             | الاتحاد البريدي العالمي                     | ?                    | ?                  |
|             | يونسكو                                      | 26 نوفمبر 1956       | 3 أبريل 1981       |
|             | البنك الدولي للإنشاء والتعمير               | 5 سبتمبر 1957        | 28 يونيو 1974      |
|             | وكالة ضمان الاستثمار متعدد الأطراف          | 7 نوفمبر 1991        | 27 سبتمبر 2002     |
|             | الاتحاد الدولي للاتصالات                    | 23 أكتوبر 1957       | 7 أكتوبر 1988      |
|             | منظمة الشرطة الجنائية الدولية               | ?                    | ?                  |
|             | مؤسسة التمويل الدولية                       | 21 أكتوبر 1960       | 28 يونيو 1974      |
|             | الأمم المتحدة                               | 12 نوفمبر 1956       | 15 ديسمبر 1976     |
|             | مجموعة دول أفريقيا والكاريبي والمحيط الهادئ | ?                    | ?                  |
|             | مؤسسة التنمية الدولية                       | 24 سبتمبر 1960       | 28 يونيو 1974      |
|             | منظمة حظر الأسلحة الكيميائية                | ?                    | ?                  |
|             | المركز الدولي لتسوية المنازعات الاستشارية   | 9 مايو 1973          | 25 مايو 1978       |

## وصلات خارجية
- موقع وزارة الخارجية السودانية